# Затока Принца Вільгельма

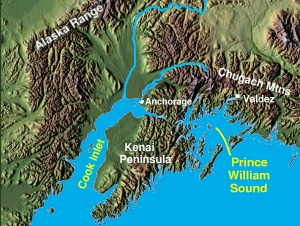
Затока Принца Вільгельма на південному узбережжі Аляски.

Затока Принца Вільгельма (англ. Prince William Sound) — морська затока, частина Аляскинської затоки, розташована біля південного узбережжя американського штату Аляска, на схід від півострова Кенай. Від Аляскинської затоки відокремлена кількома островами, найбільші з яких — острів Монтегю, острів Хінчинбрук та острів Хавкінс. 
Найбільший порт затоки — Валдез, південна точка Трансаляскинського нафтопроводу. Інші поселення на затоці, яка містить численні острівці, включають Кордову і Віттієр.
Більшість земель навколо протоки належать Чугацькому лісу, одному з найбільших лісових парків США, що розташований на схилах навколишніх Чугацьких гір. Берегова лінія заплутана, з численними островами і фіордами, сформованими льодовиком.

## Історія
Джеймс Кук, який увійшов до затоки 1778 року, назвав її «затокою Сандвіча» (англ. Sandwich Sound), на честь свого патрона, Першого лорда Адміралтейства Джона Монтегю, графа Сандвічу (англ. John Montagu, 4th Earl of Sandwich). При редагуванні карти Кука назву затоки змінили на «Принца Вільгельма», на честь майбутнього короля Вільгельма IV.
1793 року Олександр Баранов заснував у затоці порт Воскресенськ. Затоку він назвав Чугацькою губою, за самоназвою місцевих мешканців, чугачів. Така назва вживалася за часів Російської Америки.
У 1964 році цунамі, що виникло внаслідок Великого аляскинського землетрусу, зруйнувало прибережне поселення Ченега, де жили здебільшого чугачі, та місто Валдез. Місто заново розбудували у 70-х роках.
У 1989 році супертанкер «Ексон Вальдез» сів на мілину біля рифу Блай, в результаті чого стався великий розлив нафти. Це призвело до загибелі 250 000 морських птахів, 3000 морських видр, 300 тюленів, 250 білоголових орланів і 22 косаток.

## Галерея

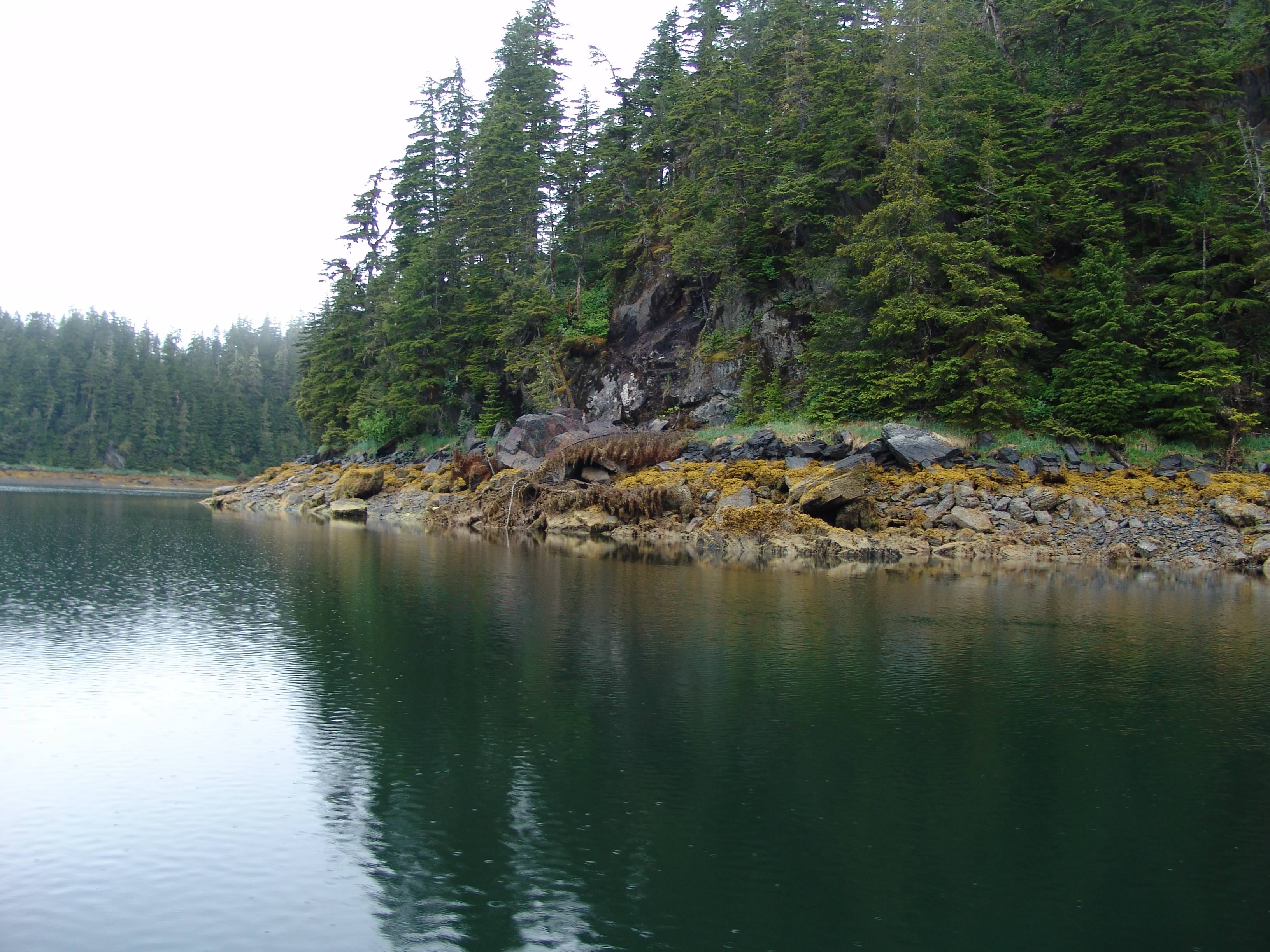
Бухта на південному заході затоки
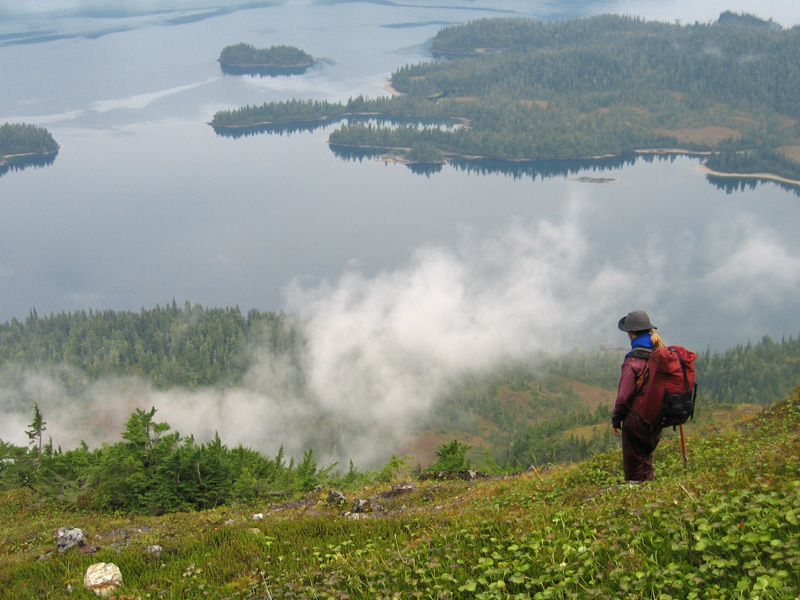
Обрив у затоку
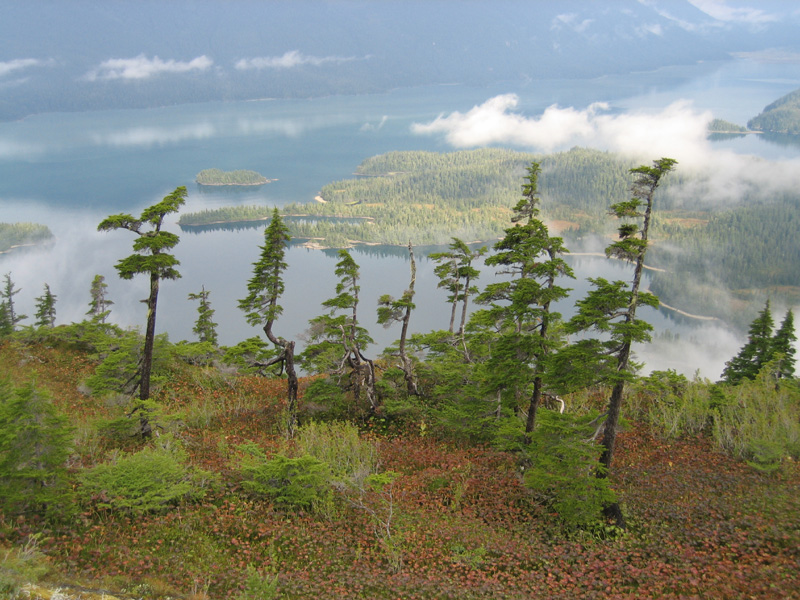
Альпійське село на березі затоки
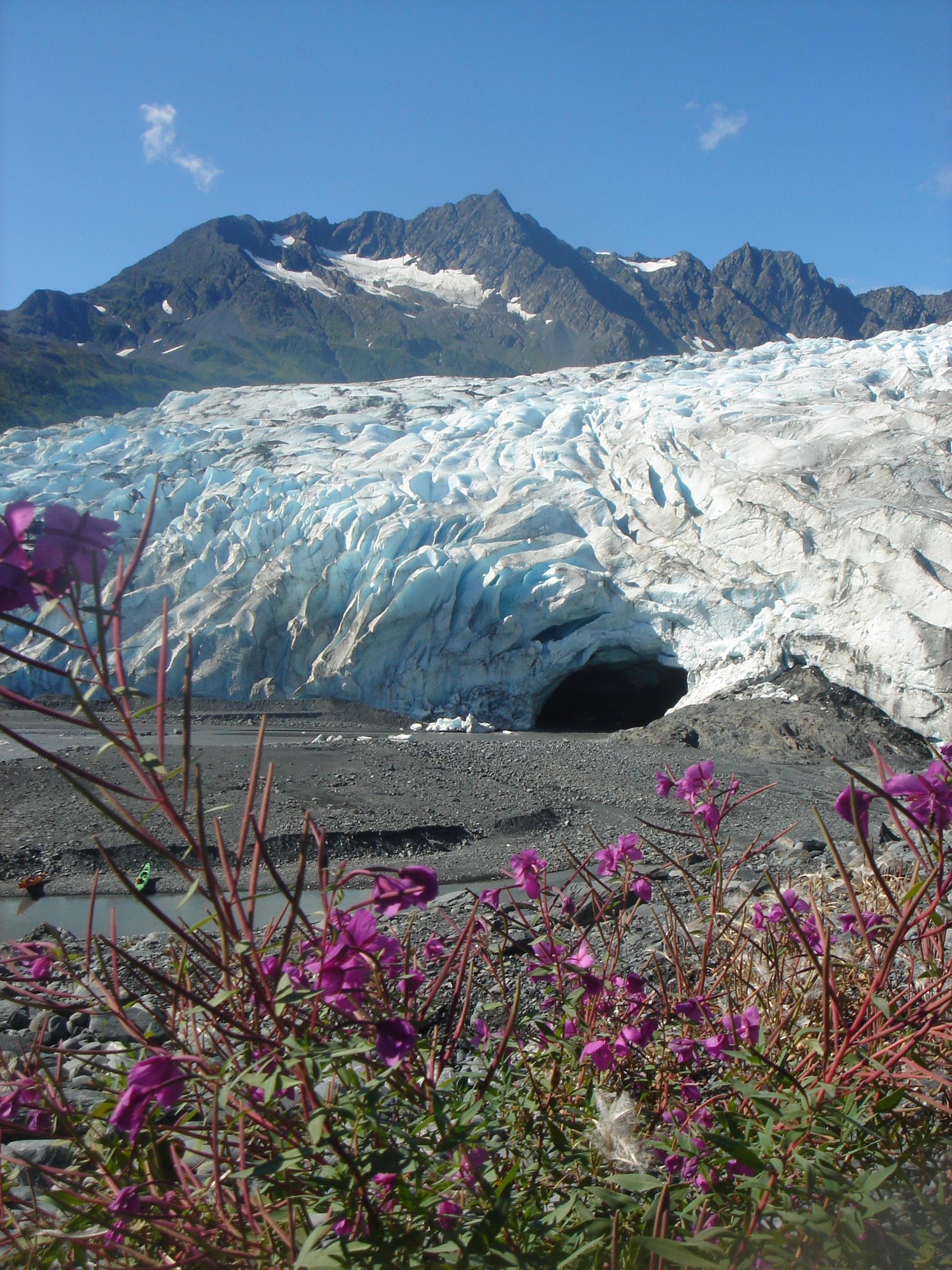
Протока біля льодовика Шоап